# Batalla de Brión
La batalla de Brión (25 y 26 de agosto de 1800) fue un enfrentamiento bélico entre tropas británicas y españolas, con victoria de las segundas, en el contexto de la guerra anglo-española iniciada en 1796 por España como aliada de Francia frente a Gran Bretaña. Al inicio de este combate, Francia estaba librando además la guerra napoleónica de la Segunda Coalición. La batalla tuvo lugar en diversos puntos cercanos a la ría de Ferrol. Uno de ellos, el pueblo de Brión, le da nombre, aunque también se denomina en ocasiones batalla de Doniños, por ser esta una de las dos playas en las que desembarcaron los atacantes.

## Antecedentes
Durante la guerra de la Segunda Coalición, como parte de los planes militares contra sus enemigos franco-españoles, altos mandos del ejército británico recomendaron a su gobierno ejecutar un ataque por sorpresa contra un objetivo estratégico lo más desprotegido posible. Por ello, el secretario de Estado para la Guerra Henry Dundas ordenó en 1800 una incursión en el puerto español de Ferrol (en la actual provincia de La Coruña, Galicia), que disponía de unas defensas sumamente deficientes, a pesar de ser uno de los más relevantes de la Armada Española y de albergar un valioso arsenal. Además, en aquellos momentos fondeaban en él diez buques de guerra, entre ellos seis importantes navíos de línea, cuya destrucción, junto con la del puerto, ocasionaría un grave perjuicio a España. De esta forma pensaban los anglosajones contrarrestar la tenaz resistencia que la flota coaligada estaba oponiendo al bloqueo naval de Brest al que la estaban sometiendo.

### Fuerzas españolas
- San Hermenegildo - 112 cañones
- Real Carlos - 112 cañones
- San Fernando - 96 cañones
- Argonauta - 80 cañones
- San Antonio - 74 cañones
- San Agustín - 74 cañones
- Mercedes, fragata
- Asunción, fragata
- Clara, fragata
- La Paz, fragata
- Palomo, bergantín
- Vivo, bergantín
- 10 cañoneros
- Regimiento de Infantería Asturias, 1º y 2.º Batallón
- Regimiento de Infantería Órdenes Militares, 2.º Batallón
- Regimiento de Infantería Inmemorial del Rey, 3.º Batallón
- Regimiento de Infantería Guadalajara
- Regimiento de Infantería América, 2.º Batallón
- Regimiento de Infantería África, 1.º Batallón
- Regimiento Provincial de Pontevedra
- Regimiento Provincial de Orense
- División de Granaderos y Cazadores Provinciales de Galicia
- Real Cuerpo de Artillería, 3.º Batallón
- Fachos, cuatro trozos de la comarca
- Milicias
- Fuerzas de marinería e infantería de marina pertenecientes a los navíos que se encontraban en el puerto.
- Operarios de la Maestranza
- Paisanos, 400 armados en el arsenal para la defensa de la plaza.

### Fuerzas británicas
La fuerza expedicionaria enviada a Ferrol, con intención de desembarcar allá, constaba aproximadamente de cien barcos, de los cuales unos veinte eran de guerra (navíos de línea, fragatas y bergantines) y el resto de transporte. Entre marinería, infantes, artilleros y fusileros, el contingente embarcado ascendía a unos quince mil hombres. El contralmirante John Borlase Warren era el encargado de trasladar a las tropas terrestres que dirigiría luego el general James Pulteney.

## Batalla

### Día 25
Hacia el mediodía del 25 de agosto de 1800, los vigías de la costa alertaron de la cercanía de una escuadra con pabellón francés, que les hizo sospechar que podría tratarse de una argucia británica para aproximarse a la costa haciéndose pasar por sus aliados. Sin embargo, las autoridades portuarias, entre ellas el comandante general del Departamento, Francisco Melgarejo, más pendientes de los festejos de la onomástica de la reina María Luisa de Parma, no le dieron importancia al asunto, pues por aquellas fechas era frecuente en la zona el tránsito de barcos de guerra.
Por el contrario, el comandante de la flota estacionada, teniente general Juan Joaquín Moreno, acudió a verificar la información, y él mismo observó entonces cómo fondeaban los británicos en las playas de Doniños y San Jorge (o Sanjurjo), y a continuación destruían la artillería defensiva española más cercana. Desembarcaron luego unos diez mil hombres aproximadamente, básicamente siete regimientos de infantería y un cuerpo de fusileros, más dieciséis cañones de campaña.
Lo primero que hizo Moreno fue marchar a su buque insignia, el Real Carlos, y ordenar desembarcar en El Vispón a unos quinientos infantes de marina, que a continuación tomaron posiciones en Brión y La Graña. A ellos se sumarían poco después unos pocos soldados más enviados por el general Melgarejo, ya puesto al corriente de la situación por el teniente general.
Otras medidas tomadas por Moreno fueron alejar sus barcos de las posiciones enemigas, instalar artillería en el Castillo de San Felipe y situar lanchas cañoneras en la bocana de la ría para impedir una posible entrada de buques británicos. Además, reforzó el contingente apostado en La Graña con doscientos marineros más. Melgarejo avisó a las guarniciones cercanas, y a las cinco de la tarde partió hacia el frente la División de Granaderos y Cazadores de Jubia, que arribaría a Catabois al anochecer.
Los británicos marcharon rodeando por ambos lados la laguna de Doniños. Cuando ya caía la noche, en las alturas de La Graña encontraron resistencia de los españoles, que no duró mucho, ya que dada su inferioridad numérica se retiraron y refugiaron en el pueblo. Sin embargo, esto retrasó a los hombres de Pulteney, quien no se atrevió a ocupar Brión en la oscuridad.

### Día 26
Al amanecer del día 26, el mariscal de campo conde de Donadío, quien ostentaba interinamente el mando militar de la plaza, quiso cortar al enemigo el acceso a Ferrol por el norte. Por ello, al frente del Batallón de Orense tomó posiciones desde Serantes a Valón. Además, las fuerzas de La Graña, que se reorganizaron durante la noche, habían vuelto a subir a Brión. El combate se reanudó cuando la División de Jubia, sin esperar órdenes, cargó contra el flanco izquierdo británico. A pesar de que solo disponía de unos mil quinientos hombres más, a Donadío no le quedó entonces más remedio que ordenar un ataque general.
Los españoles repelieron por dos veces el empuje de los anglosajones, pero finalmente perdieron La Graña y Valón, y a la postre tuvieron que replegarse hacia Ferrol. Solo el Castillo de San Felipe resistió la ofensiva gracias a sus dos piezas de artillería y a las lanchas cañoneras, así como al fuego abierto desde el fuerte de La Palma (en la orilla opuesta).
La batalla parecía decantarse hacia el lado británico, que dada su gran ventaja podía ahora avanzar definitivamente hacia Ferrol y conquistarla. No obstante, a pesar de su escaso número, los defensores habían opuesto una resistencia mayor de la esperada por Pulteney, quien había previsto ejecutar una operación rápida que sorprendiera al enemigo y que se saldara con escasas bajas propias. Además tuvo noticia de que acudían más refuerzos desde Mugardos y otros sitios. Por todo ello calculó mal el potencial del rival y pensó que se enfrentaba a una cantidad mayor de fuerzas que las que realmente se encontraban en el lugar. Habiendo perdido ya la capacidad de sorpresa, y ante el temor de sufrir demasiadas bajas, el general resolvió retirarse y reembarcar.
Hacia las once de la mañana los británicos iniciaron el repliegue hacia la costa, y en torno a las dos de la tarde comenzaron a subir a las naves.

## Consecuencias
Se calcula que Donadío, a última hora y tras recibir los nuevos refuerzos, pudo haber sumado bajo su mando el día 26 entre tres mil y cuatro mil hombres, incluyendo milicias de civiles armados. A pesar de ello, si Pulteney hubiera ejecutado con rapidez y determinación el ataque a Ferrol, seguramente habría obtenido un contundente triunfo y causado un gravísimo daño a la Armada Española. Su errónea evaluación de la situación se debió fundamentalmente a la ausencia de ojeadores que le informaran con exactitud del tamaño y disposición de las unidades españolas. También fueron determinantes las acertadas decisiones de Moreno, en especial las relativas a la artillería de San Felipe y a las lanchas cañoneras. Asimismo influyó la alta moral de las tropas defensoras que, a pesar de hallarse desprevenidas al principio, combatieron con tenacidad.
Para España la mayor consecuencia positiva de esta victoria táctica es haber salvado in extremis un arsenal y unos barcos cuya pérdida habría sido de gran importancia para el desarrollo de la guerra.
El Reino Unido intentó posteriormente otro ataque a la costa española: en octubre del mismo año una escuadra se presentó frente a Cádiz, pero desistió de sus intenciones ante la inminente llegada de una tormenta.